# Квешм, Хормозґан
Квешм (перс. قشم), також відомий як Бандар-е Кешм — прибережне місто і столиця графства Кешм, провінція Хормозган, Іран. За переписом 2016 року його населення становило 40 678.